# Szlak Ułanów Legii Nadwiślańskiej
Szlak Ułanów Legii Nadwiślańskiej – górski szlak turystyczny, o długości 53,3 km, wytyczony w 1960 r. przez wałbrzyski oddział PTTK.

## Opis
Szlak został wytyczony w celu upamiętnienia pochodu oddziałów polskich lansjerów nadwiślańskich, którzy podczas wojen napoleońskich wyruszyli z Neapolu, by wspomóc Francuzów w walce z Prusami. Jest znakowany barwami;  żółty – niebieski – żółty, na cześć noszonych przez danych lansjerów barwionych klap na mundurach. Szlak ten przypomina także o pierwszej zwycięskiej po rozbiorach bitwie polskiej formacji przeciw Prusakom, 15 maja 1807 roku na Czerwonym Wzgórzu (na polach między Strugą a Szczawnem-Zdrój).
Na Czerwonym Wzgórzu znajduje się również pomnik z 1960 roku, wzniesiony ku czci ułanów Legii Nadwiślańskiej.

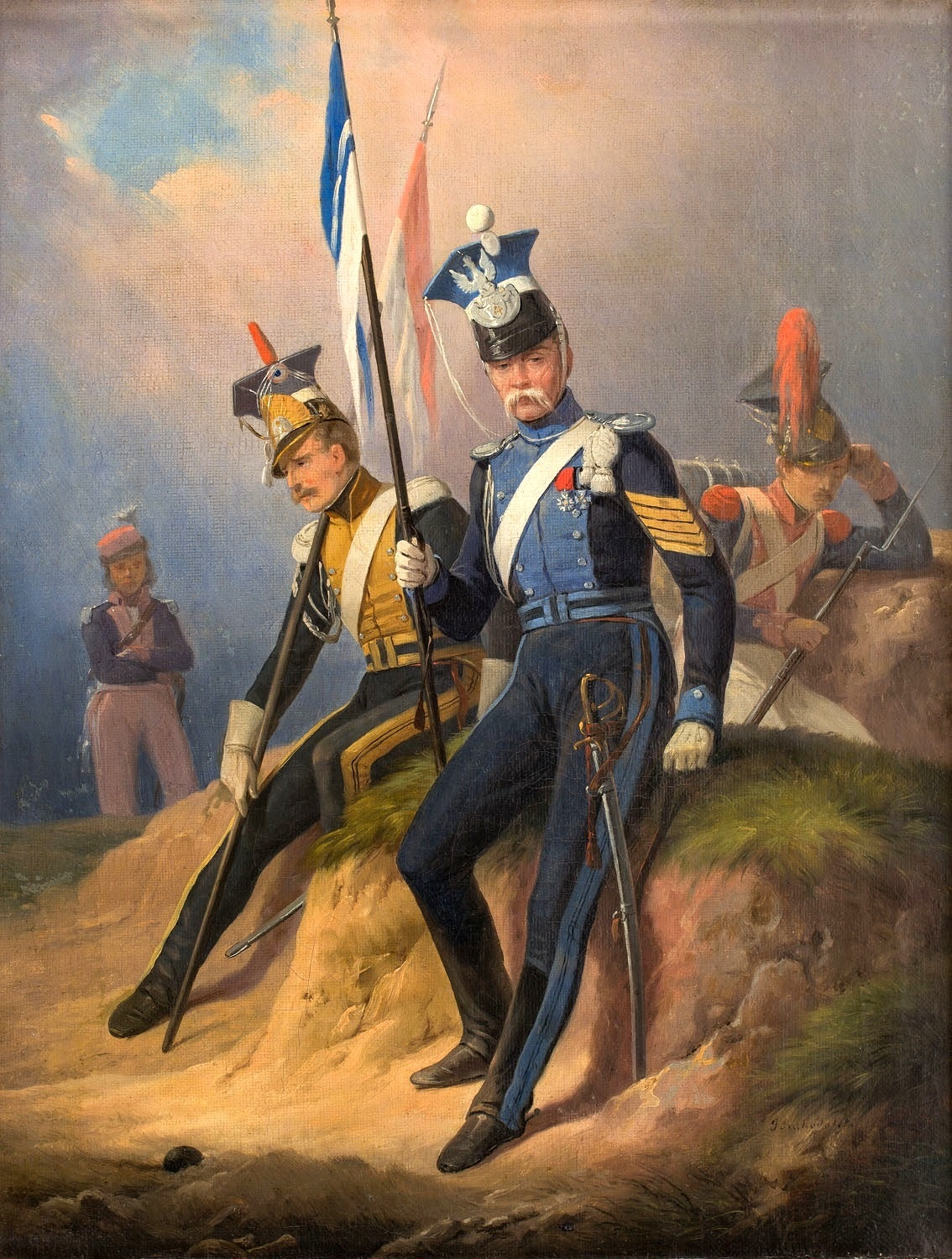
Przykładowy ubiór lansjerów nadwiślańskich.
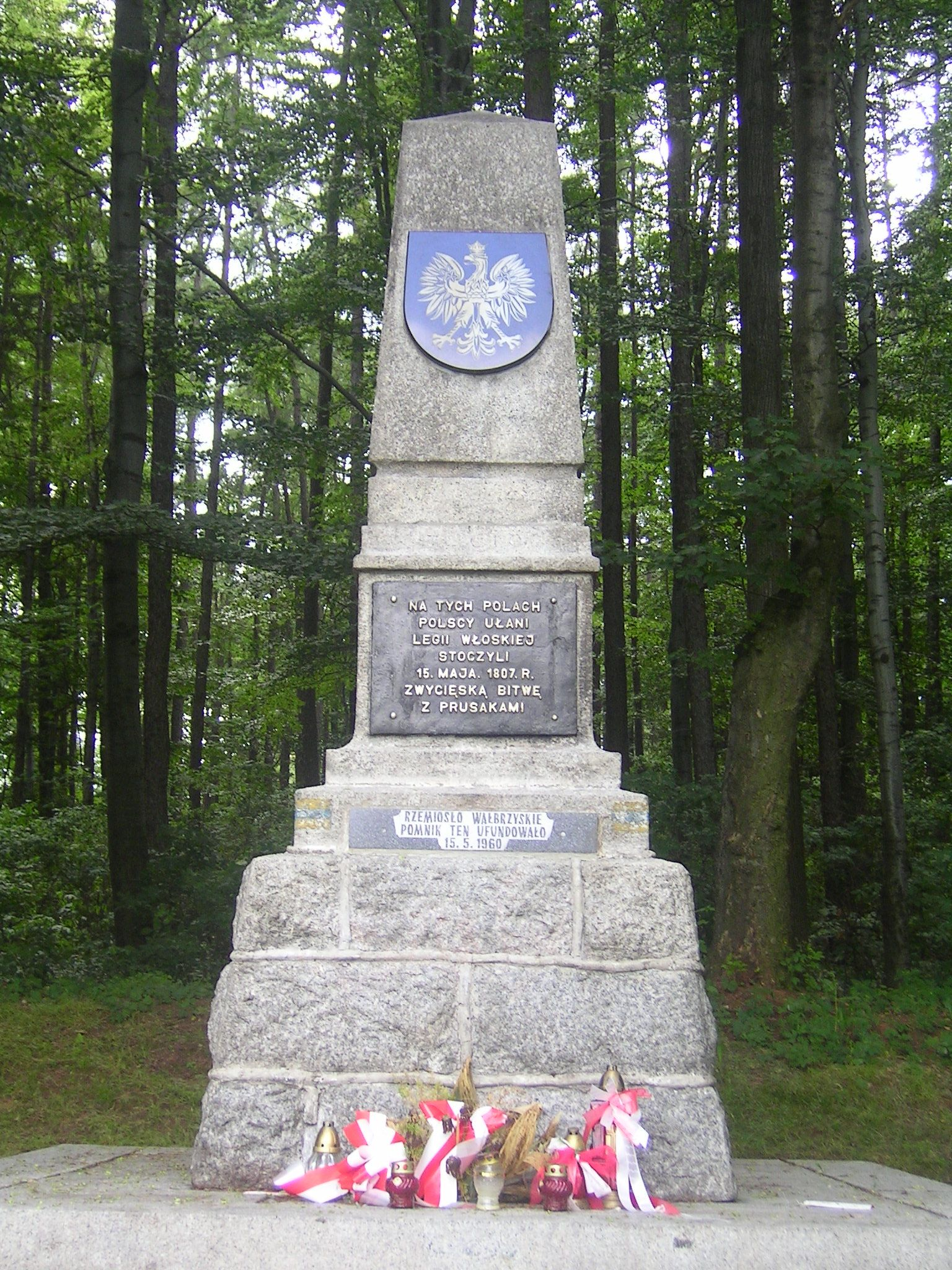
Pomnik wzniesiony w 1960 roku, ku czci ułanów Legii Nadwiślańskiej.

## Szczegółowy przebieg szlaku
Szlak praktycznie na całej swej długości przebiega po terenach księstwa świdnicko-jaworskiego.
Świdnica – Witoszów Dolny – Witoszów Górny – Rezerwat „Jeziorko Daisy” – Szczawienko – Zamek Książ – Podzamcze – Szczawno-Zdrój – Struga – ruiny zamku Cisy – Chwaliszów – Dobromierz – Serwinów – Mały Modlęcin – Granica – Stawiska – Strzegom.